# Jurij Butyrin
Jurij Aleksandrowicz Butyrin (ros. Юрий Александрович Бутырин, ur. 21 marca 1930, zm. 30 marca 2016) – radziecki reżyser filmów animowanych oraz animator.

## Wybrana filmografia

### Reżyser
- 1980: Witaj, Tram-landio!

### Animator
- 1963: Udziałowiec
- 1964: Calineczka
- 1964: Kogut i farby
- 1965: Wowka w Trzydziewiętnym Carstwie
- 1967: Hej-hop! Hej-hop!
- 1968: Małysz i Karlson
- 1970: Powrót Karlsona
- 1970: Błękitny ptak
- 1971: Wilk i Zając (odc. 3)
- 1971: Wilk i Zając (odc. 4)
- 1973: Dziadek do orzechów
- 1973: Śladami muzykantów z Bremy
- 1974: Wilk i Zając (odc. 8)
- 1975: Konik Garbusek
- 1976: Wilk i Zając (odc. 9)